# Astondoko haremunak / Dunas de Astondo
Astondoko haremunak / Dunas de Astondo este o arie protejată (arie specială de conservare — SAC, sit de importanță comunitară — SCI) din Spania întinsă pe o suprafață de 5,19 ha, integral pe uscat.

## Localizare
Centrul sitului Astondoko haremunak / Dunas de Astondo este situat la coordonatele 43°25′12″N 2°56′40″W / 43.42°N 2.9445°V.

## Înființare
Situl Astondoko haremunak / Dunas de Astondo a fost declarat sit de importanță comunitară în mai 2003 pentru a proteja un număr necunoscut de specii din flora spontană și fauna sălbatică aflate în arealul zonei. Situl a fost protejat și ca arie specială de conservare în octombrie 2012.

## Biodiversitate
Situată în ecoregiunea atlantică, aria protejată conține 4 habitate naturale: Dune mobile cu vegetație embrionară, Dune de coastă fixe cu vegetație erbacee („dune gri”), Dune mobile de-a lungul țărmului cu Ammophila arenaria („dune albe”), Pajiști uscate seminaturale și facies de acoperire cu tufișuri pe substraturi calcaroase (Festuco-Brometalia) (* situri importante pentru orhidee).
La baza desemnării sitului se află un număr nedeclarat de specii protejate.
Pe lângă speciile protejate, pe teritoriul sitului au mai fost identificate 5 specii de plante, 6 specii de pești.